# Saint-Jean-du-Gard
Saint-Jean-du-Gard ist eine Gemeinde im mediterranen Süden Frankreichs im Arrondissement Alès im Département Gard in der Region Okzitanien.

## Geografie
Die Gemeinde Saint-Jean-du-Gard ist in der peripheren Zone des Parc National des Cévennes gelegen, am Südrand der Cevennen, im Tal des Gardon de Saint-Jean, eines rechten Nebenflusses des Gardon. Von der Ortsmitte aus ist Alès, Sitz der Unterpräfektur des Arrondissements Alès, nach etwa 25 Straßenkilometern erreichbar, Nîmes, Sitz der Präfektur des Départements Gard, nach rund 60 Straßenkilometern und Montpellier nach ca. 80 Straßenkilometern.
Die an St-Jean-du-Gard angrenzenden Gemeinden sind Mialet, Peyrolles-en-Cévennes, Sainte-Croix-de-Caderle und Thoiras-Corbès im selben Département sowie Moissac-Vallée-Française und Saint-Étienne-Vallée-Française im Département Lozère.

## Geschichte
1119 wurde Saint-Jean-de-Gardonnenque erstmals in einer Papstbulle erwähnt. Die erste Pfarrkirche stammte aus dem 12. Jahrhundert. Sie wurde während den religiösen Auseinandersetzungen im 17. Jahrhundert zerstört, einzig der Glockenturm, der Tour de l’Horloge, blieb bestehen.
1551 setzte sich in Saint-Jean-du-Gard der evangelische Glaube durch dank der Waldenser Pierre, Jean und François Barbier, die aus dem Piemont kamen und die neue Lehre mitbrachten. Anfänglich versammelten sich die Reformierten in Privathäusern oder im Freien. 1562 bis 1569 wurde eine erste evangelische Kirche errichtet am Platz Esplanade und an der Rue Combe d’Aze. Sie konnte bis 1.000 Personen fassen, da sie eine große Empore aufwies. Um 1600 gab es nur noch 17 katholische Familien im Ort, und die katholische Kirche wurde deshalb abgetragen. Bis zur Zerstörung der evangelischen Kirche 1685 nach dem Edikt von Fontainebleau war sie das Zentrum des religiösen und politischen Lebens der Stadt und mehrere reformierte Synoden konnten hier durchgeführt werden. Die Abbruchsteine wurden 1686 zum Bau einer neuen katholischen Kirche verwendet. Erst nach der französischen Revolution und den danach eingeführten Freiheitsrechten konnte 1822 wieder eine protestantische Kirche errichtet werden.
Nach 1750 wurde die Region dank den Maulbeerbäumen und Seidenraupen ein Zentrum der Seidenproduktion. Bis zu 39 Seidenspinnstellen und 23 Spinnereien beschäftigten 1.090 Frauen und 150 Männer der damals 4.600 Bewohner. Wegen einer Krankheit und billigen Importen aus Asien ging dieser wichtige Arbeitszweig nach 1850 allmählich ein, 1965 schloss die letzte Produktionsstätte, die Rote Hausspinnerei, ihre Tore.
Der Ort war am 3. Oktober 1878 auch die letzte Etappe der Reise mit dem Esel des schottischen Schriftstellers Robert Louis Stevenson und wurde so in der Neuzeit wieder bekannt. 1909 wurde er an das Eisenbahnnetz angeschlossen, wodurch sich auch der Tourismus weiter entwickeln konnte. 1982 erfolgte eine Wiedereröffnung der Bahnlinie mit einem dampfbetriebenen Zug.

## Bevölkerung
Am 1. Januar 2022 hatte Saint-Jean-du-Gard 2533 Einwohner; sie werden als Saint-Jeannais(es) bezeichnet.
In den 1960er und 1970er Jahren schrumpfte die Bevölkerung auf Grund struktureller Umbrüche (Abwanderung vom Land in die Stadt) leicht, wuchs jedoch in den 1980er Jahren wieder leicht und in den 1990er und 2000er Jahren deutlich.
| Einwohner                                                  | 2.437 | 2.427 | 2.378 | 2.423 | 2.441 | 2.563 | 2.671 |
| Ab 1962 offizielle Zahlen ohne Einwohner mit Zweitwohnsitz |       |       |       |       |       |       |       |

## Verkehr
Von Saint-Jean-du-Gard als nächste erreichbare Autoroutes (Autobahnen) sind im Westen die A 75, im Osten die A 7 und im Süden die A 9.
Die von der N 106 bei Les Hauts-de-Nîmes, nördlicher Stadtteil von Nîmes, abzweigende und u. a. über Montagnac, Lédignan, Lézan und Anduze führende Departementsstraße D 907 verläuft über Saint-Jean-du-Gard, von wo aus sie über Peyrolles, L’Estréchure, Saumane, Saint-André-de-Valborgne, Rousses und Vebron bis Florac im benachbarten Département Lozère reicht, wo sie wieder auf die N 106 trifft.
Im Westen Saint-Jean-du-Gards zweigt von der D 907 die D 260 ab, als Zubringer zur D 9, der Corniche des Cévennes. Diese Höhenstraße führt überwiegend auf den cévenolischen Bergkämmen zwischen dem Vallée Borgne und dem Vallée Française entlang, teilweise durch Kastanienwälder, und bildet einen Teil der Grenze zwischen den Départements Gard und Lozère. Sie ist ein uralter Weg, zuerst Viehweg, dann mit Maultieren begangener Handelsweg, und wurde zu Beginn des 18. Jahrhunderts zum Exekutieren von Dragonaden als Zugang für die Dragoner des Sonnenkönigs Ludwigs XIV. zum Gebiet der aufständischen Kamisarden ausgebaut. Die Strecke verläuft über den Col de St-Pierre (597 m), den Col de l’Exil (704 m), Saint-Roman-de-Tousque, Le Pompidou, den Col des Faïsses (1026 m), L’Hospitalet (992 m) und Saint-Laurent-de-Trèves, bis sie schließlich am südlichen Rande Floracs endet. Die Strecke wurde früher auch Route royale de Nîmes à Saint Flour genannt.

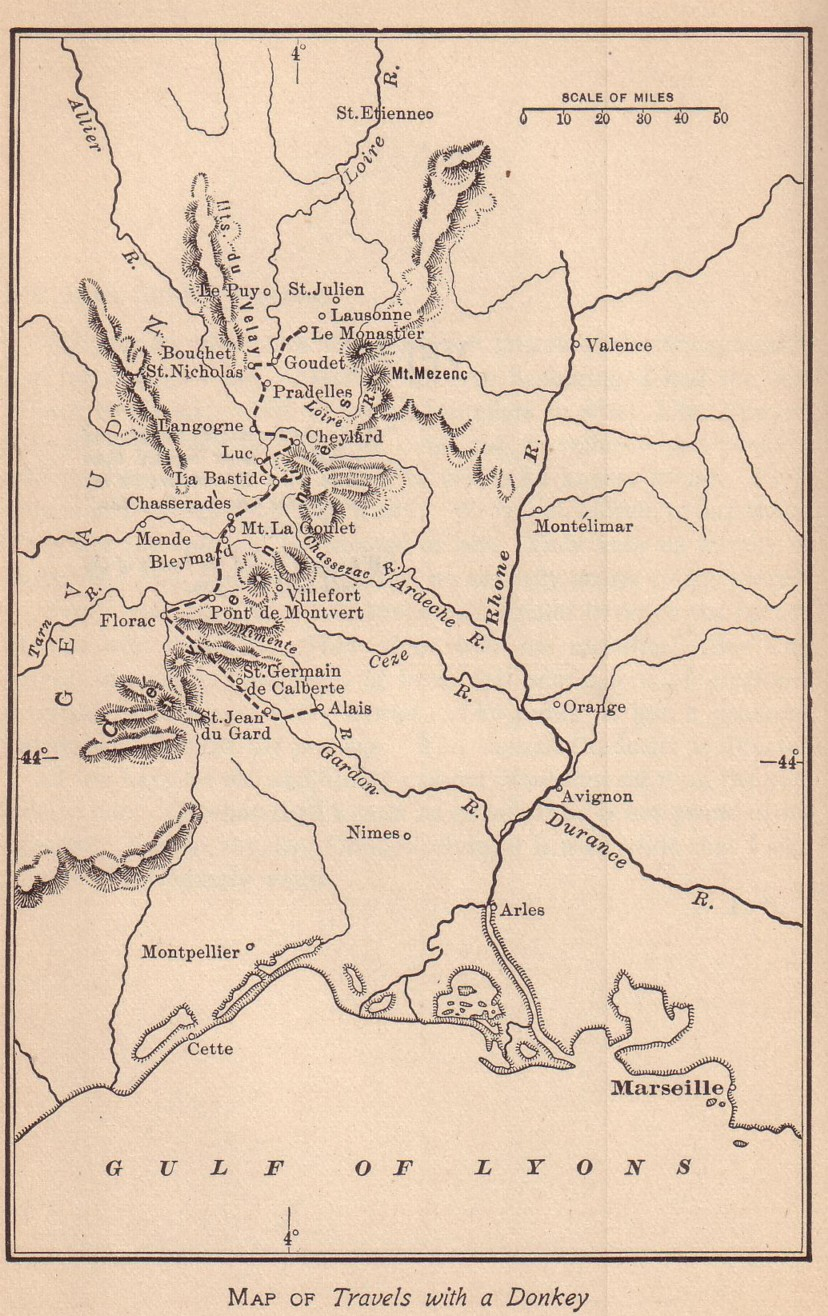
Stevensons Route (gestrichelt) mit einer Eselin durch die Cevennen

Weitere von Saint-Jean-du-Gard wegführende Routes départementale (Departementsstraßen) sind:
- in Richtung Nordwesten die D 983 über Moissac-Vallée-Française, Sainte-Croix-Vallée-Française, Pont-Ravagers, Molezon, Barre-des-Cévennes und Saint-Laurent-de-Trèves, bis sie nach Überquerung des Tarnon auf die D 907 trifft
- in Richtung Nordosten, später nach Südosten abknickend, die D 50 über Mialet und Luziers bis Générargues
- in Richtung Süden/Südwesten die D 153 über Sainte-Croix-de-Caderle, Lasalle, Colognac und Saint-Roman-de-Codières bis Sumène

In St-Jean endet der in Le Puy-en-Velay in der benachbarten Region Auvergne seinen Ausgang nehmende Fernwanderweg (Sentier de Grande Randonnée) GR 70. Er entspricht nahezu dem Chemin de Stevenson, dessen Erwanderung in südlicher Richtung, mit seiner angemieteten Lasteselin Modestine, der schottische Schriftsteller Robert Louis Stevenson in seinem 1879 erschienenen Reisebericht Travels with a Donkey in the Cévennes (Eine Reise mit dem Esel durch die Cevennen) beschrieb.
Im 16. Jahrhundert befand sich mitten im Ort eine Umspannstelle für Pferde einer Postkutschenroute zwischen Nîmes und Florac. Heutzutage ist an der Stelle noch ein auffallend hohes Bauwerk zu sehen, das nach dem Namen des seltenen Speisepilzes Oronge (dt. Kaiserling) benannt ist und mittlerweile als Hotel dient. Hier beendete Robert Louis Stevenson seine Wanderung.
Der seit 1982 in Anduze startende Train à vapeur des Cévennes der Compagnie Internationale des Trains Express à vapeur (CITEV), auch „Trans-Cévenol“ genannt, dessen Vorläufer seit 1909 als „Seidenexpress“ eingesetzt wurde, endet am Bahnhof in Saint-Jean-du-Gard.
Mehrere reguläre und Schul-Buslinien des öffentlichen Personennahverkehrs der Nouveau Transport en Commun Cévenol (NTecC) verbinden Saint-Jean-du-Gard mit den anderen Orten der Agglomeration Grand Alès.

## Verwaltung
Seit dem 1. Januar 2002 gehört Saint-Jean-du-Gard als eine von 16 Gemeinden zum Gemeindeverband von Groß-Alès (Communaute d'agglomeration du Grand Alès en Cevennes).

## Gemeindepartnerschaft
Es besteht eine Partnerschaft mit der Gemeinde Chaumont-Gistoux in der französischsprachigen Provinz Wallonisch-Brabant in Belgien.

## Persönlichkeiten
Im zu der Zeit noch so genannten Saint-Jean-de-Gardonnenque wurden geboren:
- Jean du Caylar de Saint-Bonnet, Marquis de Toiras (1585–1636), Marschall von Frankreich
- Pierre Laporte  (1680–1704), genannt Rolland, einer der Anführer der Kamisarden

Zu den später in Saint-Jean-du-Gard Geborenen gehören:
- Francis Lacassin (1931–2008), Journalist, Schriftsteller und Drehbuchautor

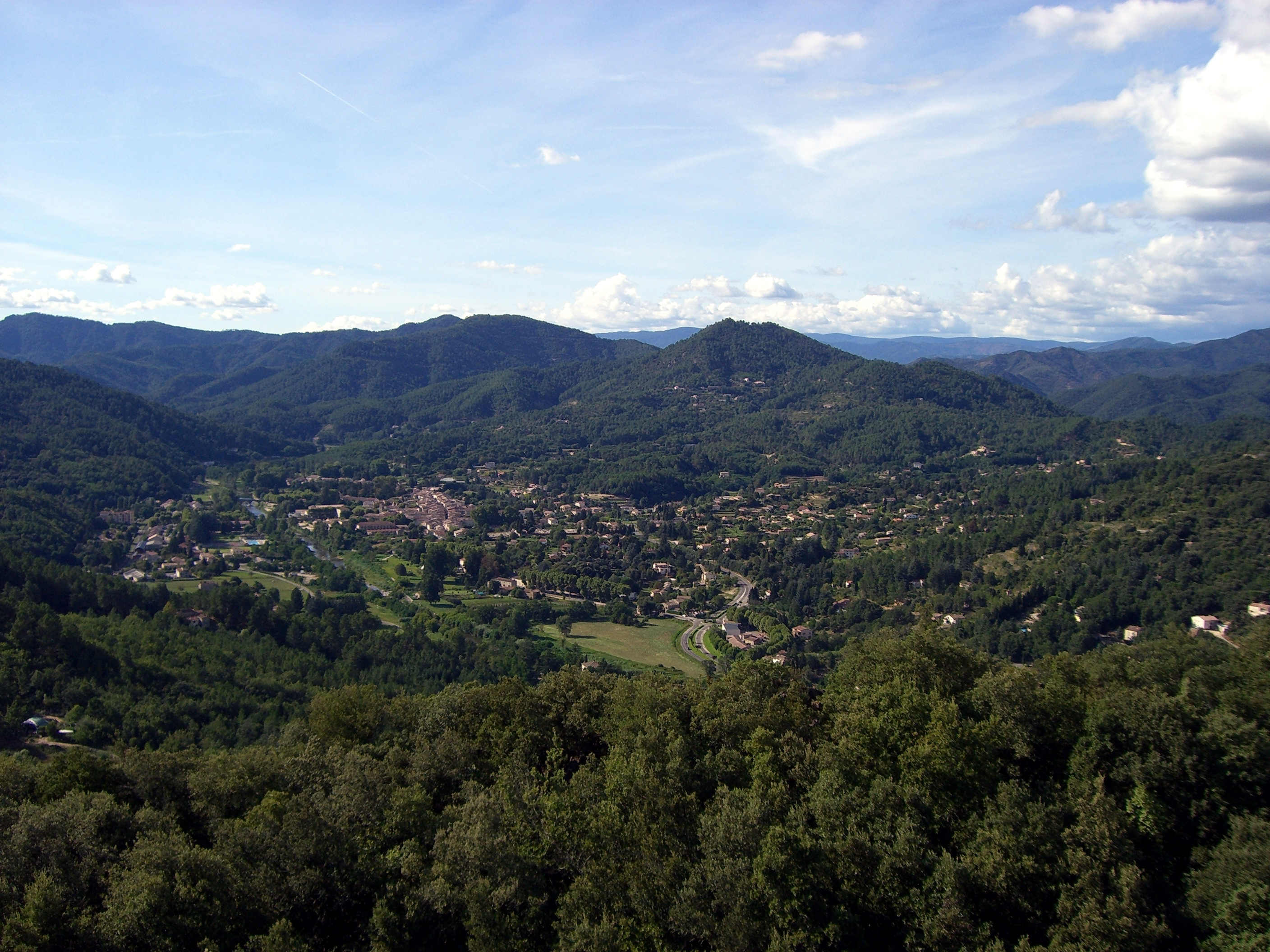
Gemeinde Saint-Jean-du-Gard, von Saint-Roman-de-Tousque her gesehen
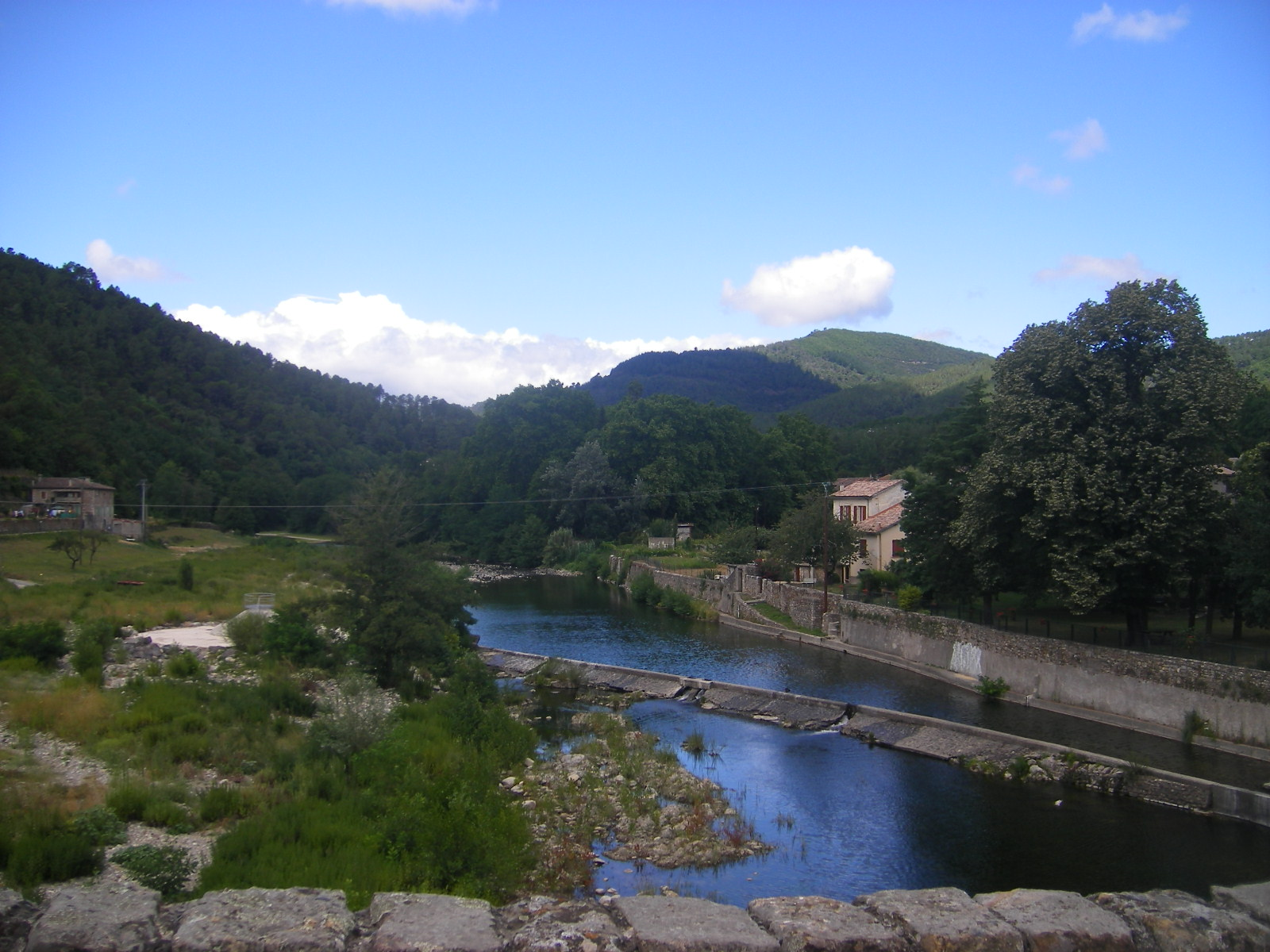
Gardon de Saint-Jean, rechter Nebenfluss des Gardon, Niedrigwasser führend
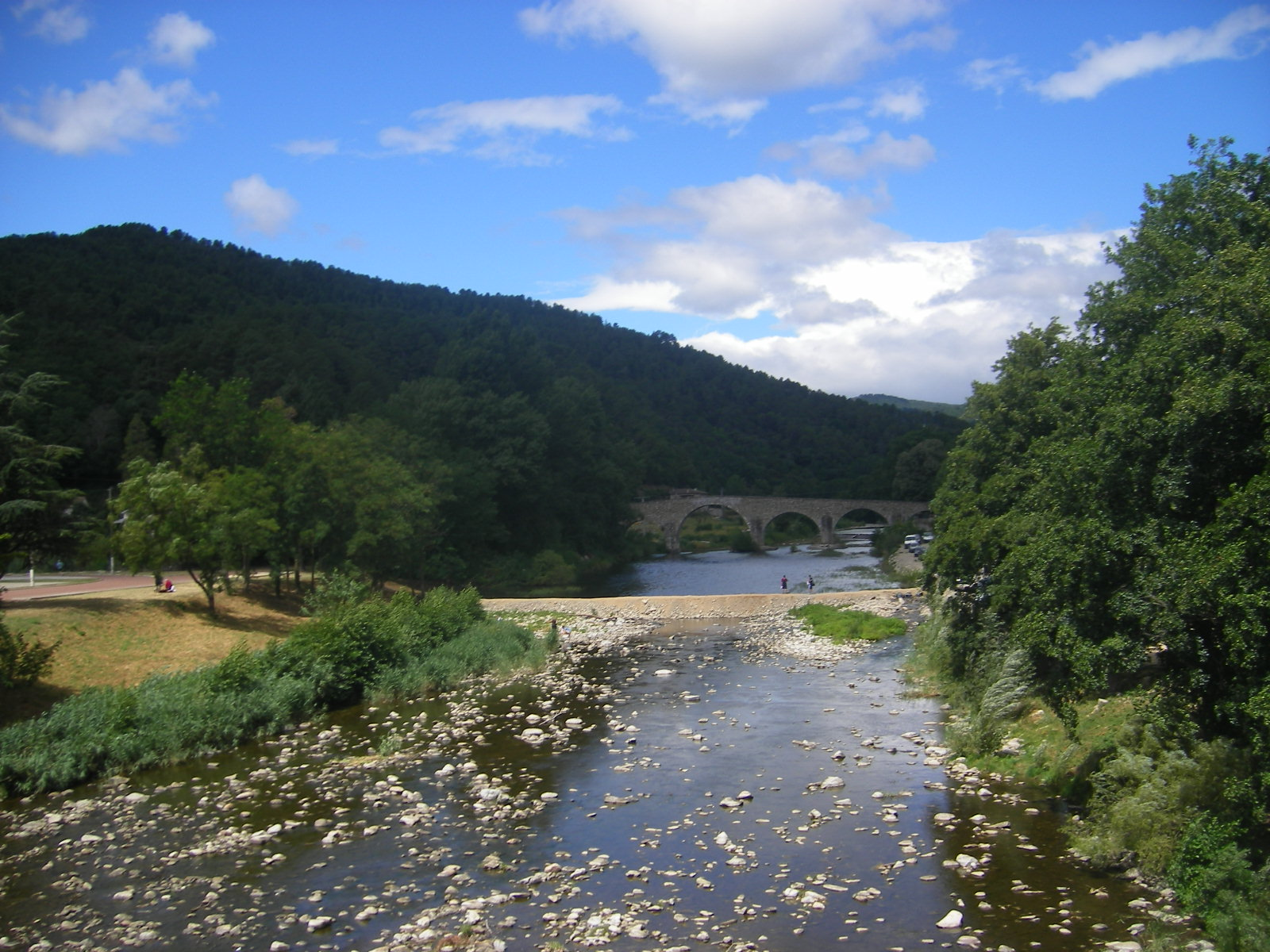
Der im Sommer stellenweise bald ausgetrocknete Gardon de Saint-Jean, der parallel zur D 907 verläuft
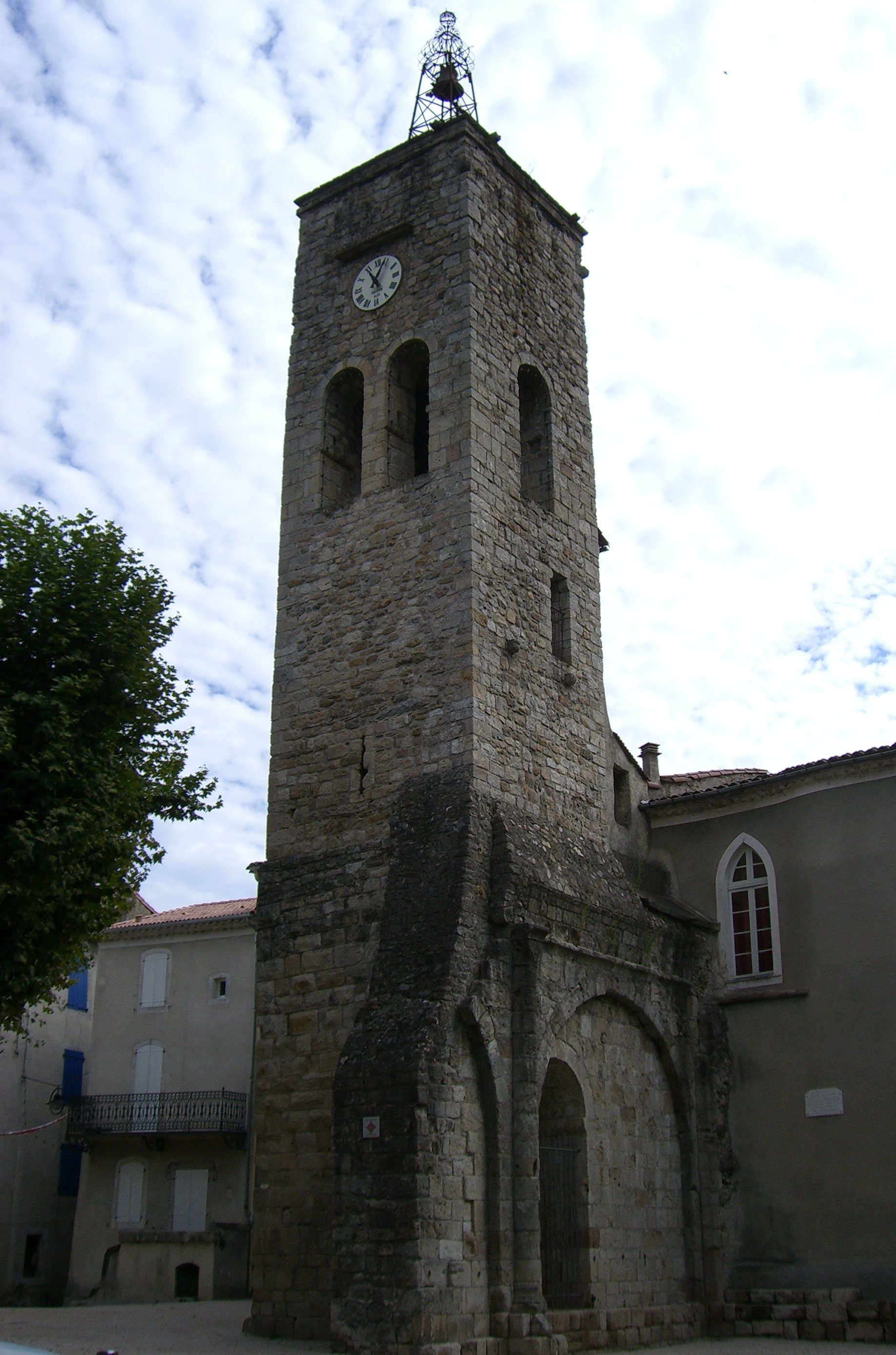
Tour de l’horloge, der im 12. Jahrhundert erbaute und als Monument historique (MH) geschützte Uhrenturm in St-Jean
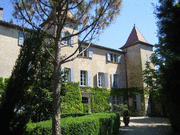
Château de Saint-Jean-du-Gard,[16][17] das im 16. Jahrhundert rekonstruierte Herrenhaus der Grundherren von St-Jean
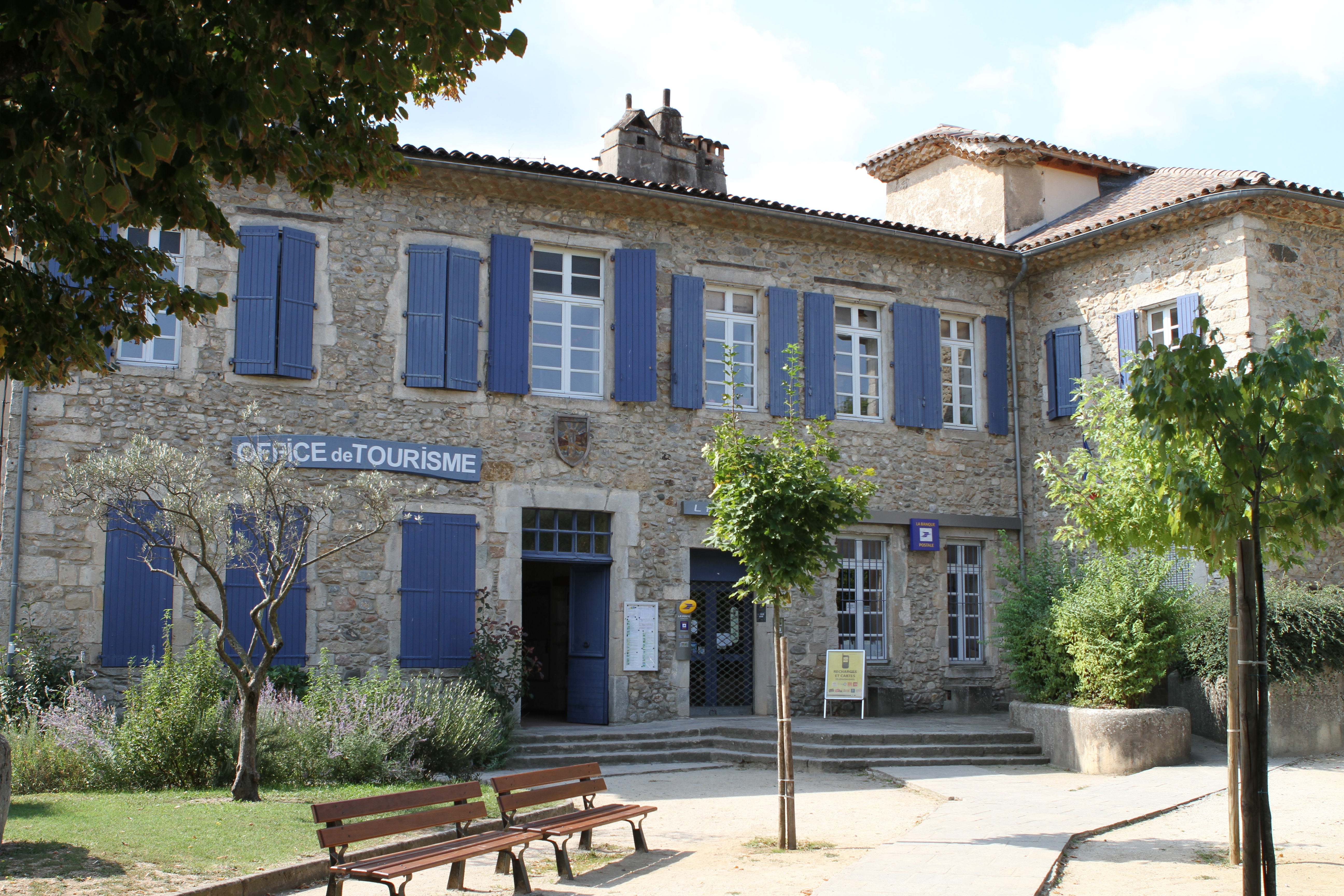
Office de Tourisme (Tourismusbüro) sowie Filiale von Post mit Postbank im L’hôtel du Chevalier d’Algues
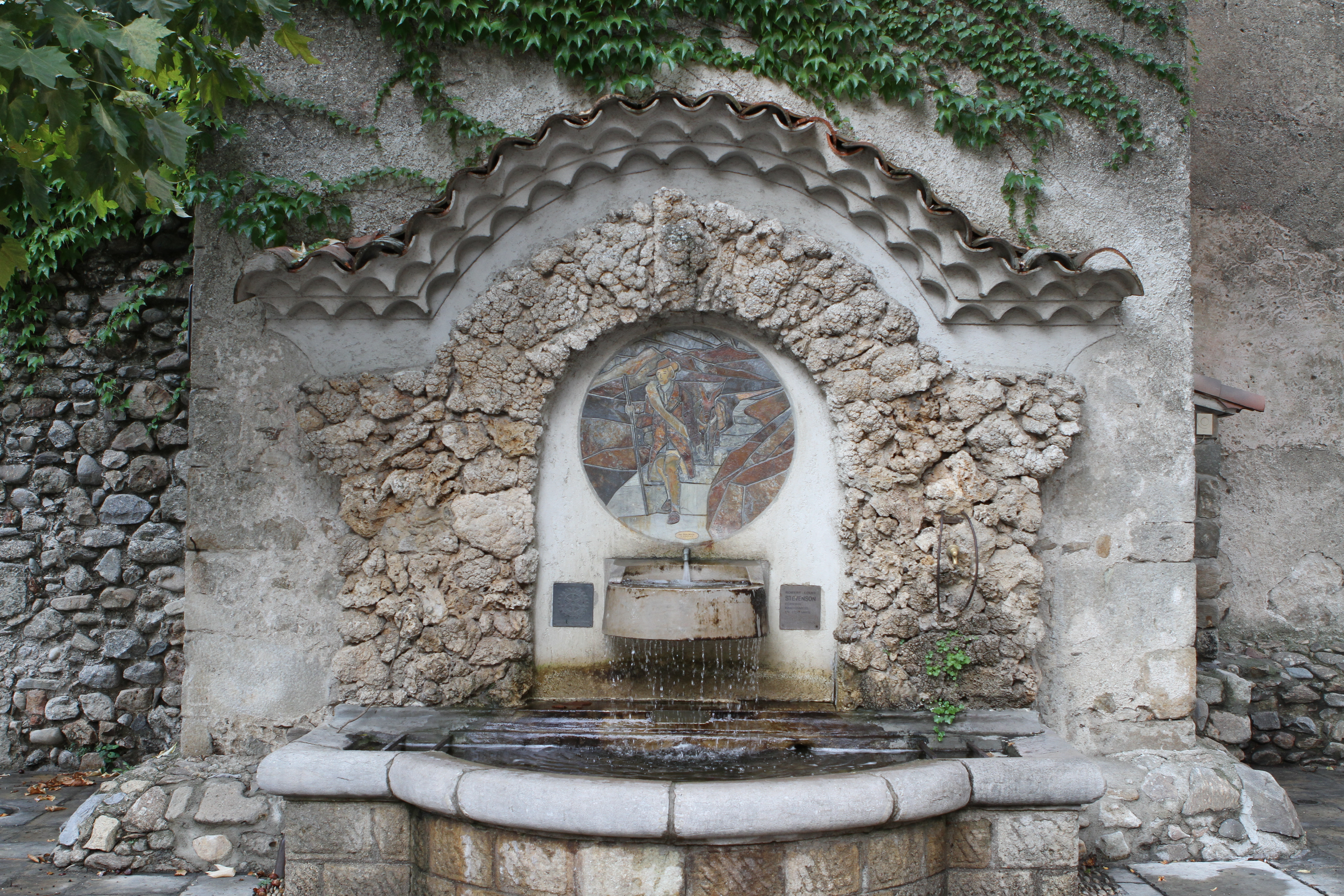
Stevensons Reise mit Eselin Modestine auf dem Chemin de Stevenson ist auf einem Brunnen in St-Jean dargestellt
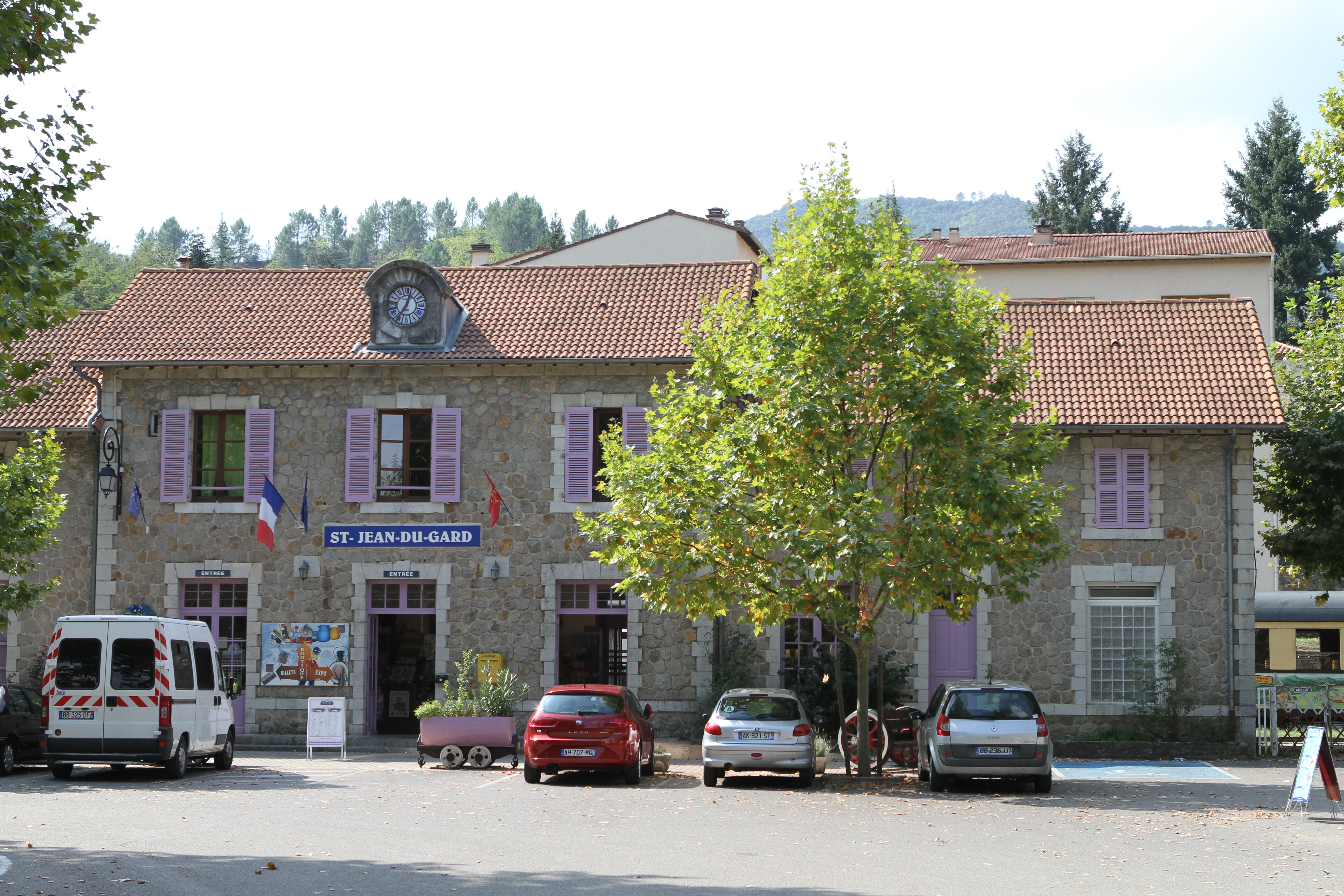
Der Bahnhof von St-Jean, Endhaltepunkt des „Trans-Cévenol“ (Train à vapeur des Cévennes)
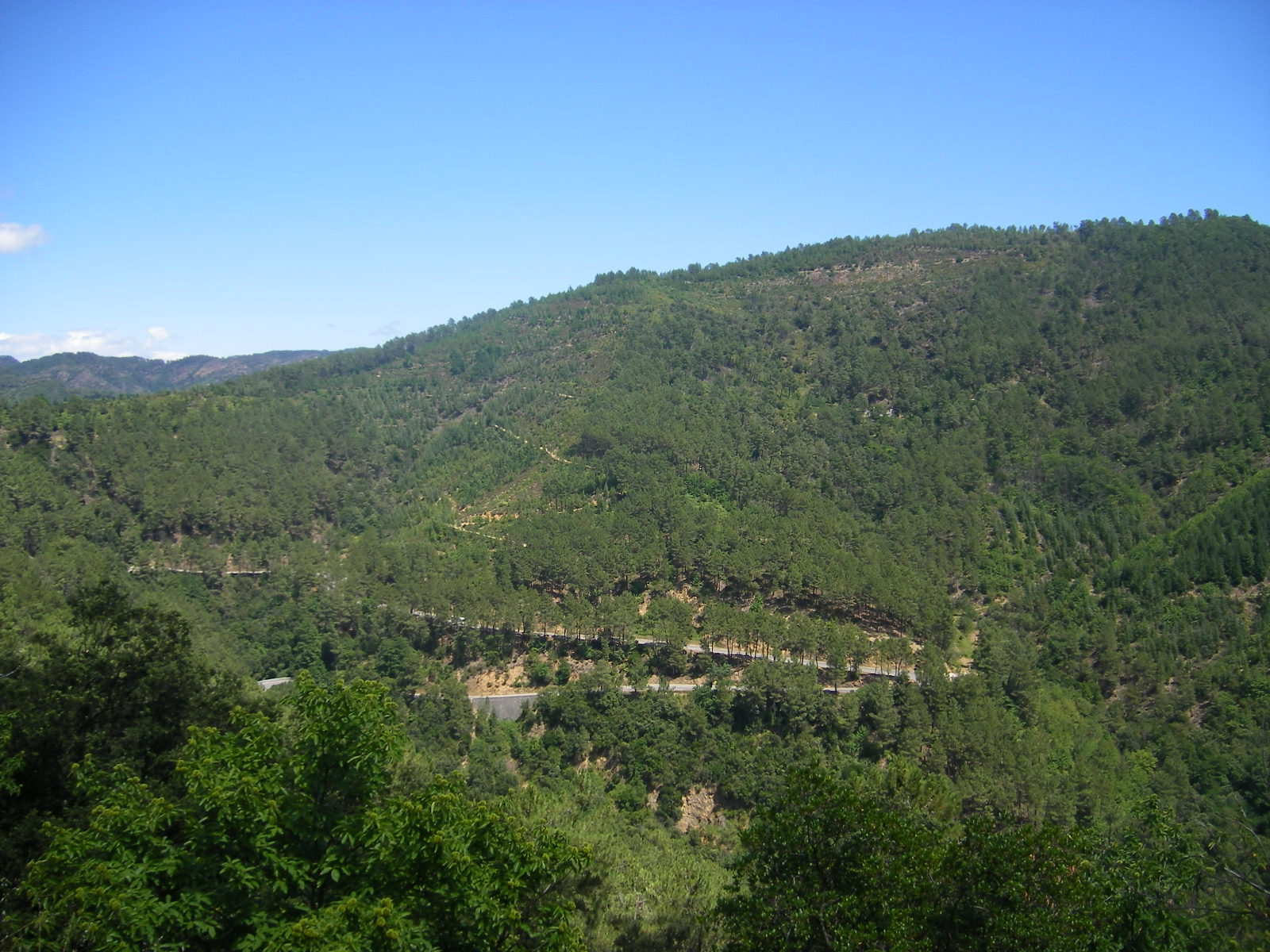
Corniche des Cévennes, Abschnitt der Kammstraße zwischen St-Jean und dem Pass Col St-Pierre